# Чилливак
Чилливак (англ. Chilliwack) — город (260,19 км²) в провинции Британская Колумбия в Канаде, расположенный в 100 км к востоку от Ванкувера. В городской агломерации на момент переписи 2021 года проживают 113 767 человек, в самом городе – 93 203 человека.
Примерно две трети территории города занимают земли сельскохозяйственного назначения, сельское хозяйство вносит существенный вклад в местную экономику.

## География

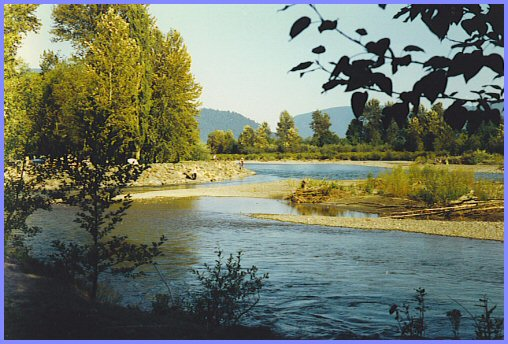
Берег реки Веддер в Чилливаке

Город расположен в 100 км к востоку от Ванкувера, и соединен с ним Трансканадским шоссе. С севера город ограничен руслом реки Фрейзер, а с юга – руслом реки Веддер границей между Канадой и США. Рядом находятся горные вершины Скалистых гор высотой более 2000 метров.

### Климат

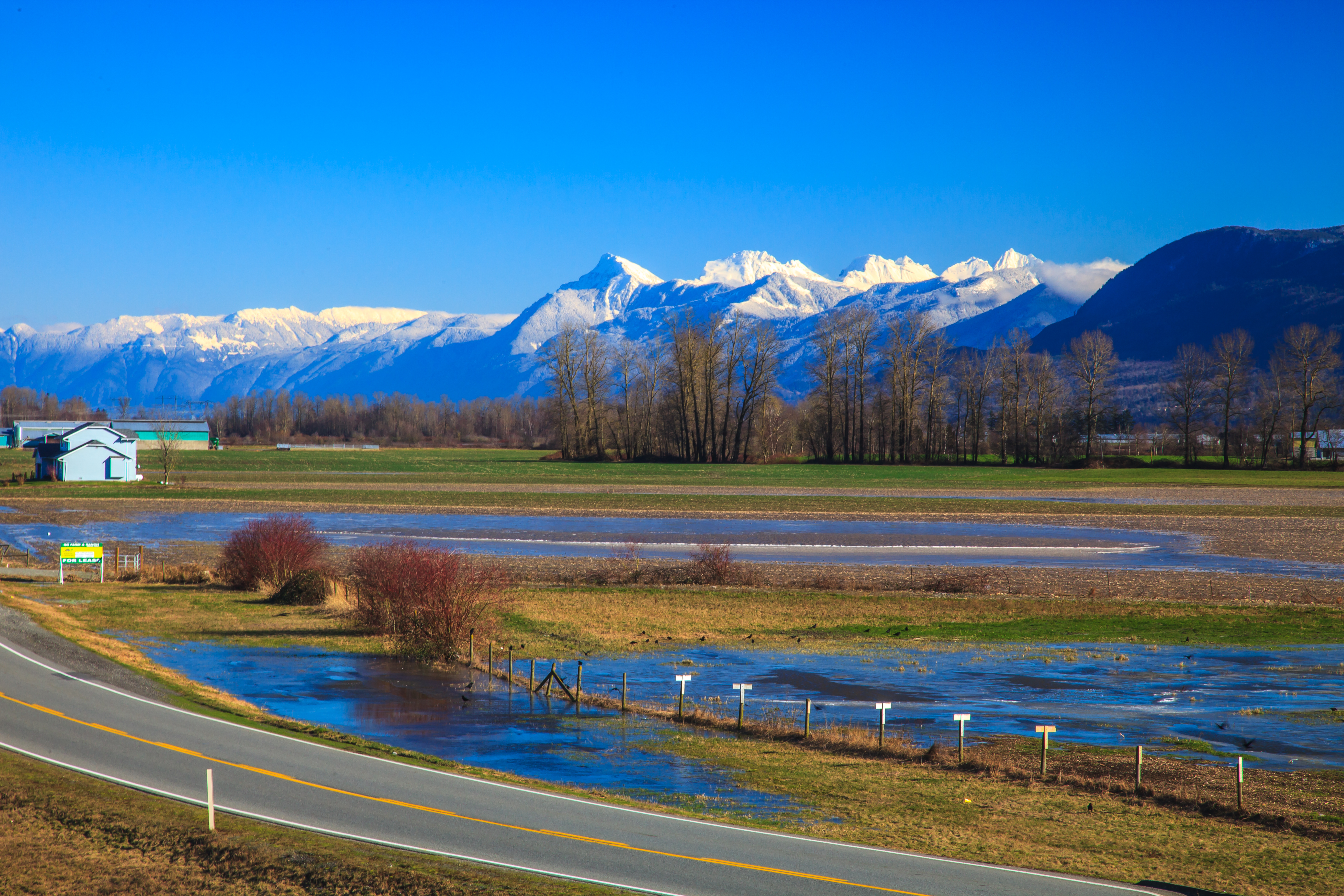
Гора Чим – одна из гор высотой более 2000 м возле Чилливака

Климат типичный морской (Cfb по классификации Кёппена), но в силу некоторой удалённости от побережья прослеживается определённое влияние континентальных масс. В целом климат можно охарактеризовать как мягкий, с небольшими перепадами температур, что создаёт хорошие условия для ведения сельского хозяйства. По данным метеорологических наблюдений с 1981 по 2000 год средняя температура воздуха в Чилливаке была одной из самых высоких во всей Канаде. В 2008 году город со средней температурой 10,5 °C был ошибочно объявлен журналом-еженедельником Maclean's самым тёплым в Канаде. Однако Чилливак имеет один из наиболее высоких средних дневных максимумов в 15,5 °C. 
Среднее число дней, когда выпадают осадки (более 0,2 мм), – 184,6. Летние месяцы обычно тёплые и солнечные, с высокой продолжительностью светового дня (закат в июне после 22 часов и длительные сумерки).
По данным ВОЗ качество воздуха в Чилливаке очень высокое.

## Демография
По данным переписи населения 2021 года в городской агломерации Чилливака проживают 113 767 человек на территории 1444,02 км². Плотность населения составляет 78,8 жителей/км², а общий прирост населения по сравнению с переписью 2016 года составил 12,1%.
В городе Чилливак по данным переписи 2021 проживают 93 203 человека на территории 261,34 км². Плотность населения составляет 356,6 жителей/км², а общий прирост населения по сравнению с прошлой переписью 2016 года составил 11,2%.
49,4% жителей города не относят себя ни к какой религиозной конфессии. 

## Экономика
Чилливак относится к региону Лоуэр-Мейнленд. Здравоохранение и социальная поддержка составляют 24% экономики города, строительство, образование и общепит – по 14%, производство – 11%, розничная торговля – 8%, сфера развлечений – 4%, управление, финансы и услуги по 3%, прочие услуги – 2%.

### Инфраструктура

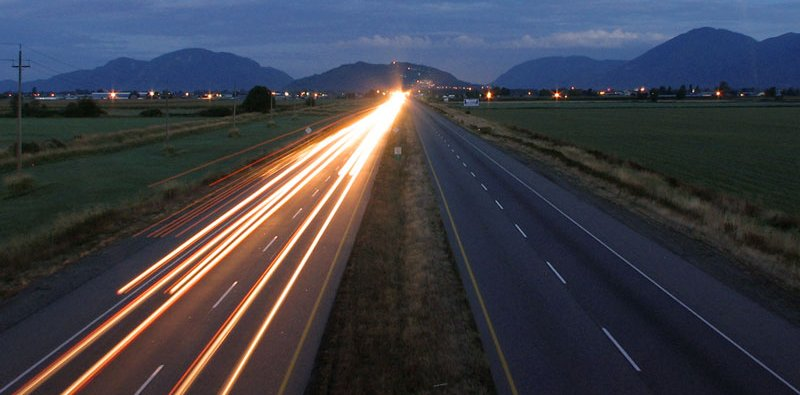
Трансканадское шоссе в районе города Чилливак в сумерках

#### Аэропорты
Международный аэропорт Ванкувера находится в 113 км от города. Аэропорт Абботсфорд расположен в 42 км к западу от Чилливака. Также в городе есть собственный аэропорт, откуда выполняются частные и коммерческие рейсы.

#### Автодороги
Через город проходит Трансканадское шоссе, а также шоссе 9 – дорога регионального значения.

## Образование
На юге Чилливака находится Канадский образовательный парк, где расположены Университет Фрейзерской долины, учебный центр Королевской канадской конной полиции, Институт юстиции Британской Колумбии. 